# (500650) 2012 VL13
(500650) 2012 VL13 es un asteroide perteneciente al cinturón de asteroides, región del sistema solar que se encuentra entre las órbitas de Marte y Júpiter, descubierto el 17 de diciembre de 2007 por el equipo del Mount Lemmon Survey desde el Observatorio del Monte Lemmon, Arizona, Estados Unidos.

## Designación y nombre
Designado provisionalmente como 2012 VL13. 

## Características orbitales
2012 VL13 está situado a una distancia media del Sol de 3,096 ua, pudiendo alejarse hasta 3,375 ua y acercarse hasta 2,816 ua. Su excentricidad es 0,090 y la inclinación orbital 3,294 grados. Emplea 1989,94 días en completar una órbita alrededor del Sol.

## Características físicas
La magnitud absoluta de 2012 VL13 es 16,7. 